# Émilie de Joly de Choin

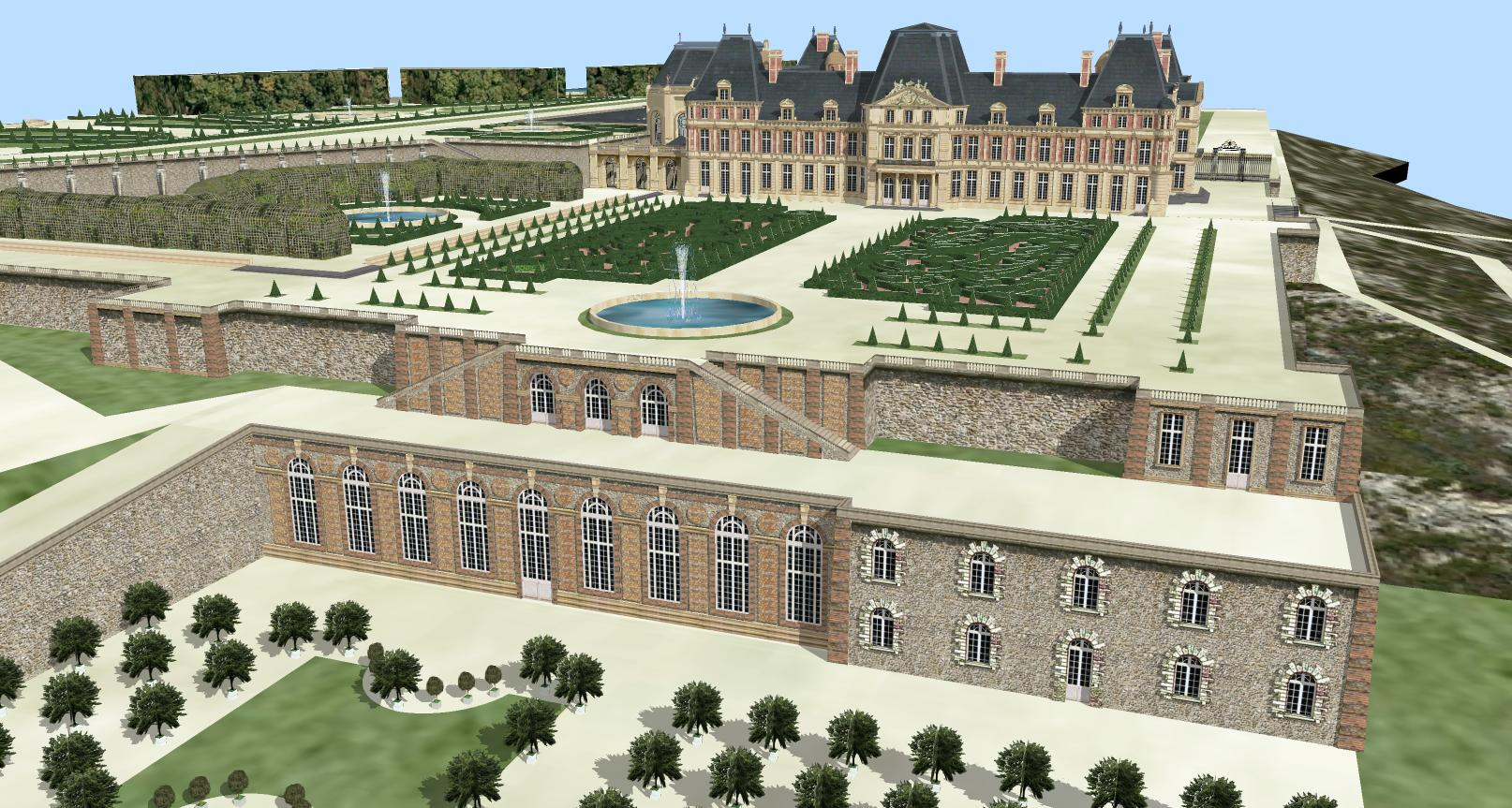
Le parc et le château de Meudon (reconstitution virtuelle)

Françoise Émilie de Joly de Choin (19 novembre 1659 - 14 avril 1732) dite « Mademoiselle de Choin », était l’épouse secrète du Grand Dauphin, fils de Louis XIV.

## Biographie
Elle est née à Bourg-en-Bresse de Guillaume Claude de Joly de Choin, chevalier, baron de Choin, de Langes, grand bailli de Bresse et gouverneur pour le Roi de la ville de Bourg-en-Bresse, et d'Anne Clémence Bonne de Grolée. Les historiens ont très souvent commis une erreur sur ses prénoms et sa date de naissance, la confondant avec certaines de ses sœurs. C’est à tort qu’elle a été prénommée Marie Émilie au lieu de Françoise Émilie.
Elle a été appelée à Versailles par sa tante, la comtesse de Bury. Comme sa parente, elle est devenue dame d’honneur de la princesse douairière de Conti, fille légitimée que le roi Louis XIV a de Mademoiselle de La Vallière. 
Tout en devenant la maîtresse du dauphin, Mademoiselle de Choin était celle du chevalier de Clermont-Chaste dont la princesse de Conti était également amoureuse. Les deux amants pensaient pouvoir manipuler à leur guise les deux enfants du roi et accéder à travers eux au pouvoir lorsque le dauphin monterait sur le trône. L’intrigue fut découverte, les amants séparés et le comte envoyé en garnison pendant que la princesse de Conti se séparait discrètement de sa dame d’honneur pour ne pas offusquer son frère (1694).
Dès lors, le dauphin, veuf depuis 1690, l’épousa en 1695 mais en secret, ce qui empêcha qu'elle porte le titre de dauphine. Bien qu’il ait lui aussi épousé sa maîtresse, le roi n’approuva pas cette union. Le dauphin se retira dans son château de Meudon où se forma « la cabale de Meudon », une sorte de contre-pouvoir à la politique de Louis XIV.
Madame de Choin, imitant sa « belle-mère », la marquise de Maintenon, qui, à Versailles se comportait en reine, à Meudon se comporta en dauphine, recevant assise princes, ducs et diplomates. 
Réputée l’une des femmes les plus laides de la Cour, selon la duchesse d’Orléans, tante du dauphin, qui la trouve « petite, un visage rond, un nez court et relevé, une grande bouche remplie de dents pourries qui répandait une telle puanteur qu’on ne pouvait la sentir à l’autre bout de la chambre » mais dotée d’une poitrine voluptueuse sur laquelle le prince jouait comme sur des timbales. 
Le duc de Saint-Simon la décrit comme « une grosse fille écrasée, brune, laide, camarde, avec de l'esprit et un esprit d'intrigue et de manège. Elle voyait sans cesse Monseigneur, qui ne bougeait de chez Mme la princesse de Conti. Elle l'amusa, et sans qu'on s'en aperçût, se mit intimement dans sa confiance ». 
Le dauphin n’eut pas d’enfants de cette seconde union bien que l'historien Georges Mongrédien prétende que Mademoiselle de Choin était enceinte à l'époque de son mariage et qu'un fils est né la même année mais mourut à l'âge de 2 ans à Meudon (où résidaient ses parents) en 1697.
Après la mort du dauphin, en 1711, elle se retira à Paris rue des Tournelles pour y vivre modestement et se consacrer à des œuvres pieuses, avec une petite pension de 12 000 livres sur la cassette royale, et mourut en 1732, oubliée de tous mais « universellement respectée pour ses vertus privées ».